# خالق‌آباد (بخش مرکزی رفسنجان)
خالق‌آباد یک روستا در ایران است که در بخش مرکزی شهرستان رفسنجان واقع شده‌است. خالق‌آباد ۳۴ نفر جمعیت دارد.